# 鄧利斯 (特拉華州)
鄧利斯（英語：Dunleith）是位於美國特拉華州紐卡斯爾縣的一個非建制地區。該地的面積和人口皆未知。

## 地理
鄧利斯的座標為39°42′31″N 75°33′20″W / 39.70861°N 75.55556°W，而該地的平均海拔高度為17米（即56英尺）。